# 英国人海滩

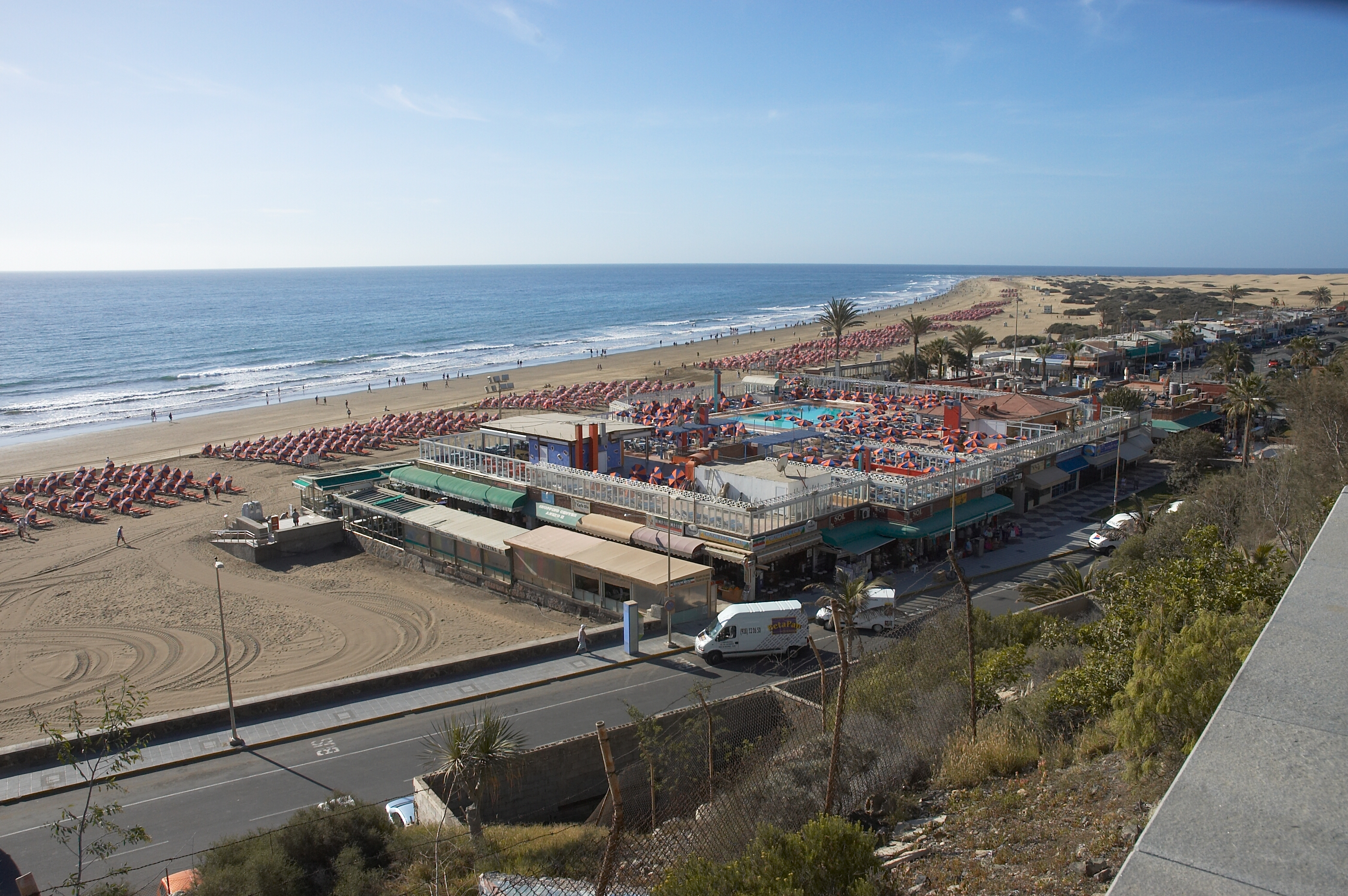
在海边的购物中心

英国人海滩（西班牙語：Playa del Inglés）是西班牙加那利群岛大加那利岛南部海岸马斯帕洛马斯内的一处海滩度假村。行政上隶属于圣巴托洛梅-德蒂拉哈纳市镇。2013年时常住人口数量为7,515人。
该度假村名字的来源还有争议。有一种解释是在20世纪初期有一群英国波西米亚风格人士来到这片尚未开发的土地。但是也有人说其实这批波西米亚人士是法国人，只是被本地人错认为英国人。

## 地理

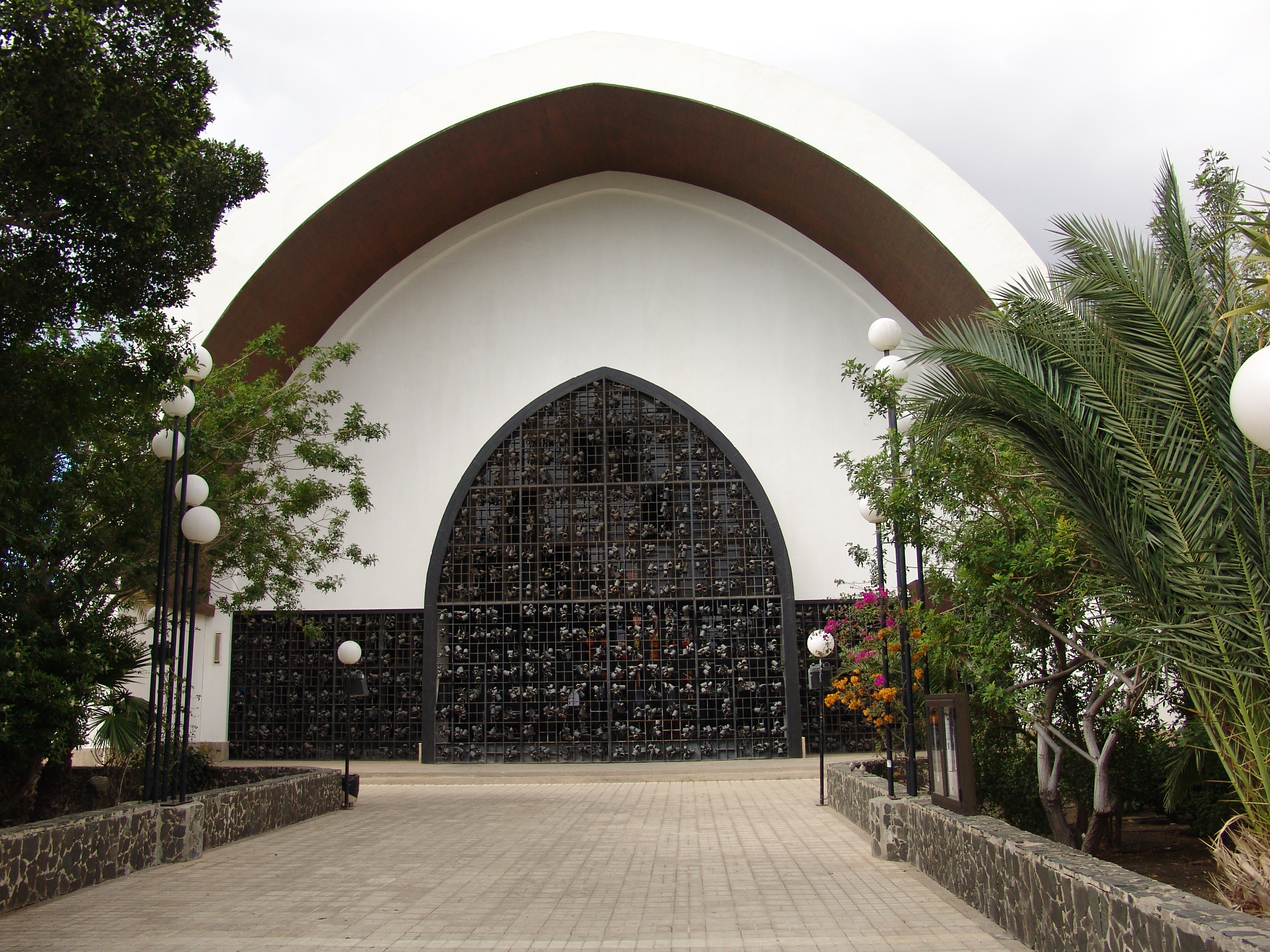
普世圣殿

英国人海滩与旁边圣阿古斯丁及松嫩兰等度假村一道组成为一块更大的马斯帕洛马斯旅游度假区。马斯帕洛马斯沙丘座落在这块度假区的南部。
直至1960年代这片地区仍尚未开发，之后大规模的旅游区开发改变此地的面貌。很多建筑是大型的混泥土高楼结构，但是经过改造后与四周环境更加适宜。度假村里有多家大型购物中心，最大的是雍博（Yumbo）和Kasbah购物中心。

## 雍博商业中心

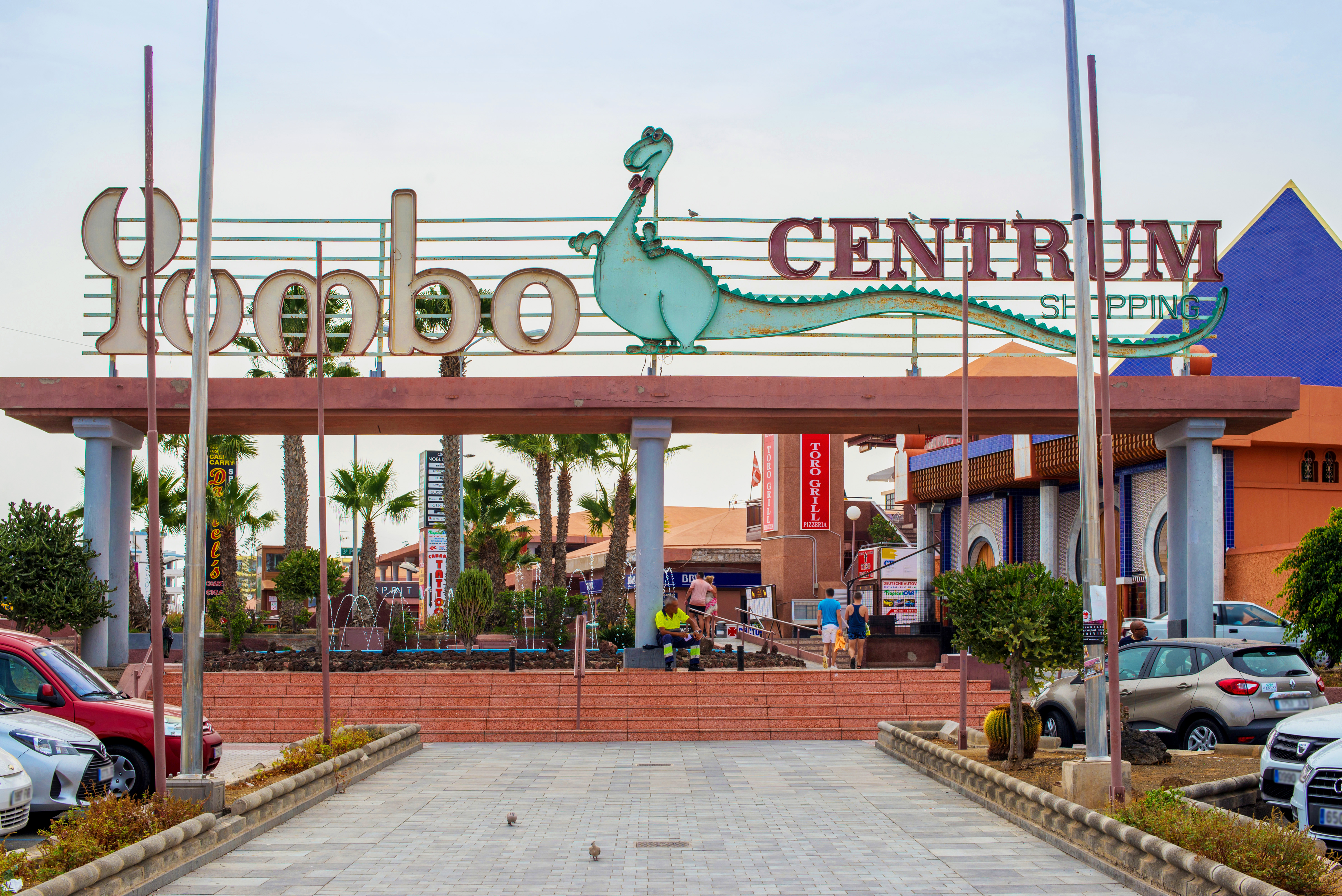
雍博商业中心的入口

英国人海滩在过去25年以来一直跟同志旅游度假者联系起来，但现在已成为一个夜生活丰富的地方。尽管当地加那利人大部分是天主教徒，但本地人欢迎同志旅游。大部分同志及同志友好的酒吧、俱乐部及旅店集中在雍博商业中心及四周区域。那里至少有30家场所为为同志主流及包括皮革、变装、歌舞表演、运动型、猎物、男人或女人专场等特殊嗜好提供服务。
在马斯帕洛马斯海滩七号售货亭周围为同志天体沙滩。
每年五月份的第二周在雍博商业中心及四周举办全欧洲最大的同志骄傲节。2011年时有超过10万人参加。

## 图集

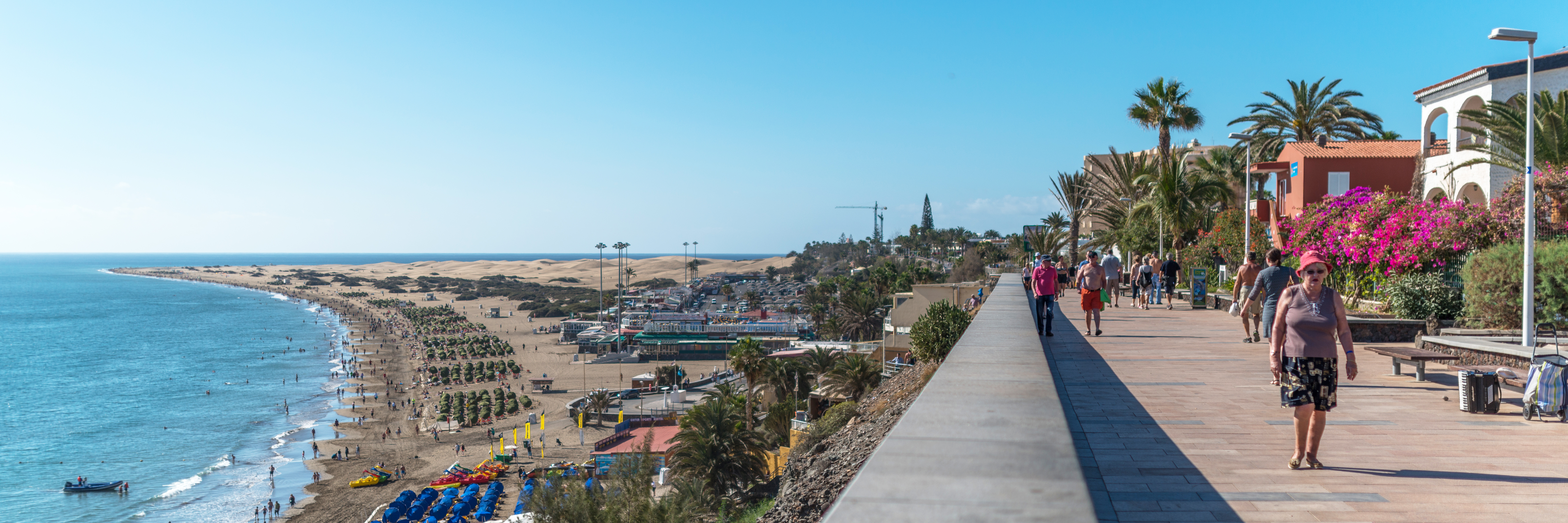
2016年时的英国人海滩
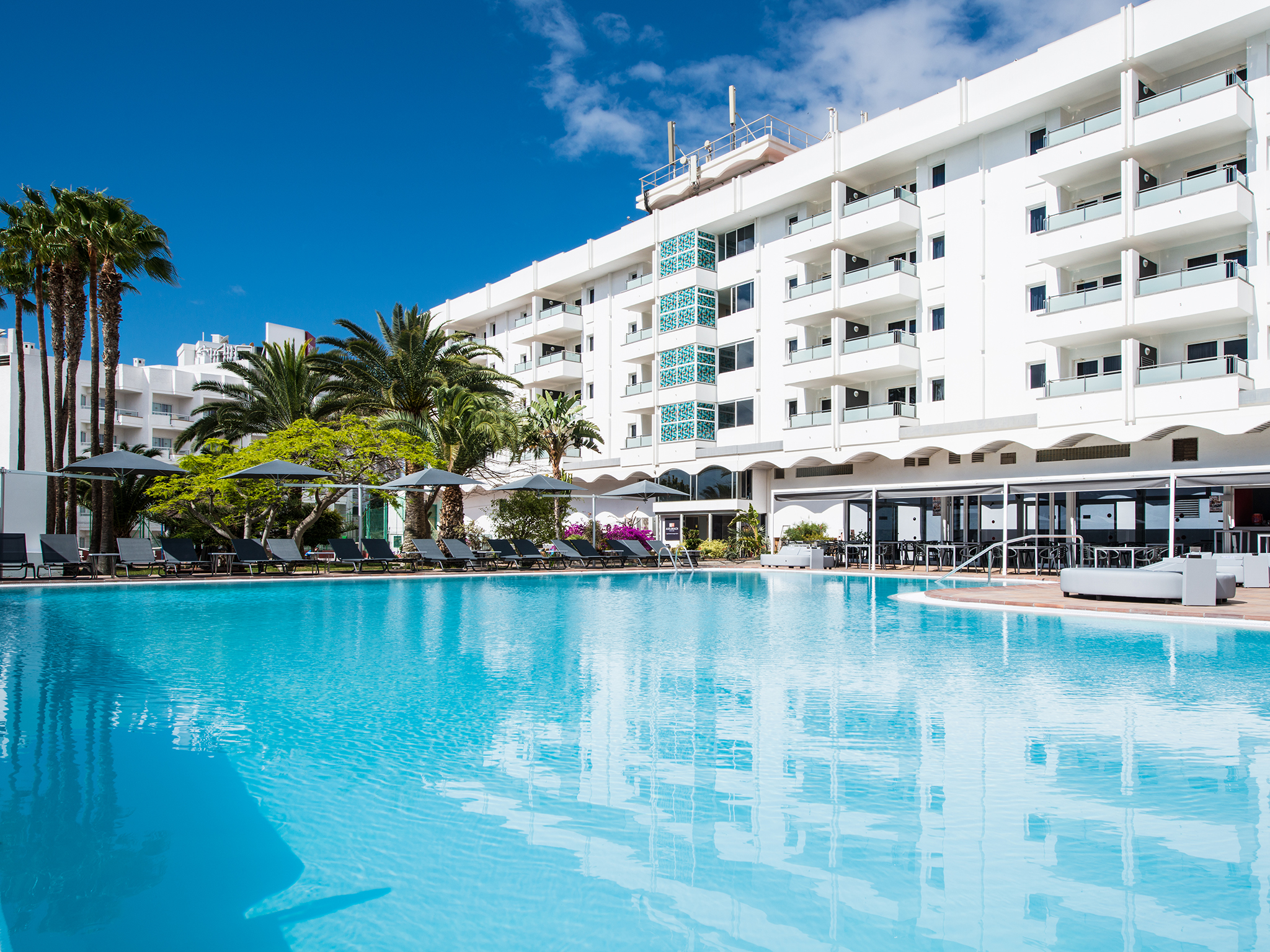
英国人海滩
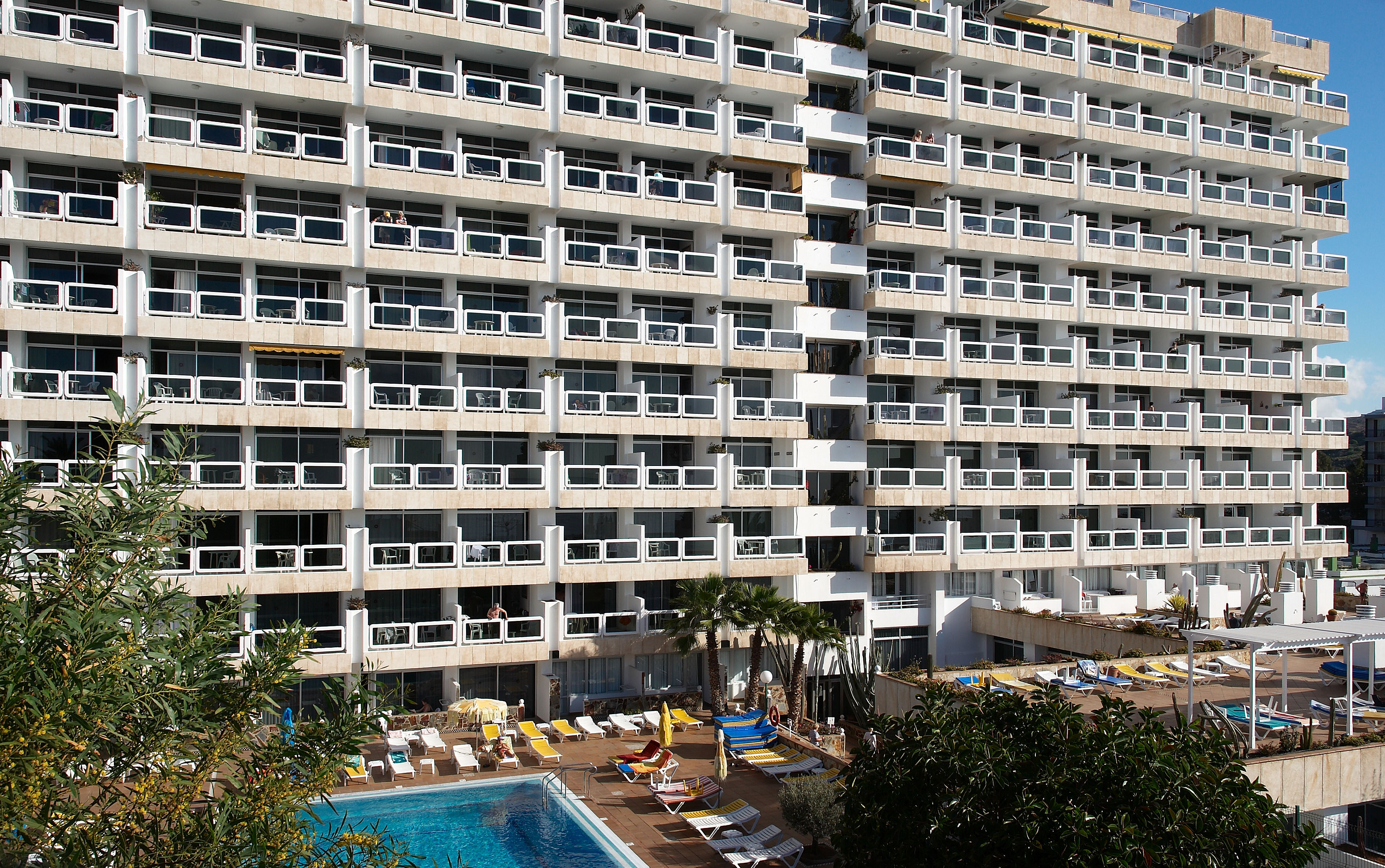
旅馆
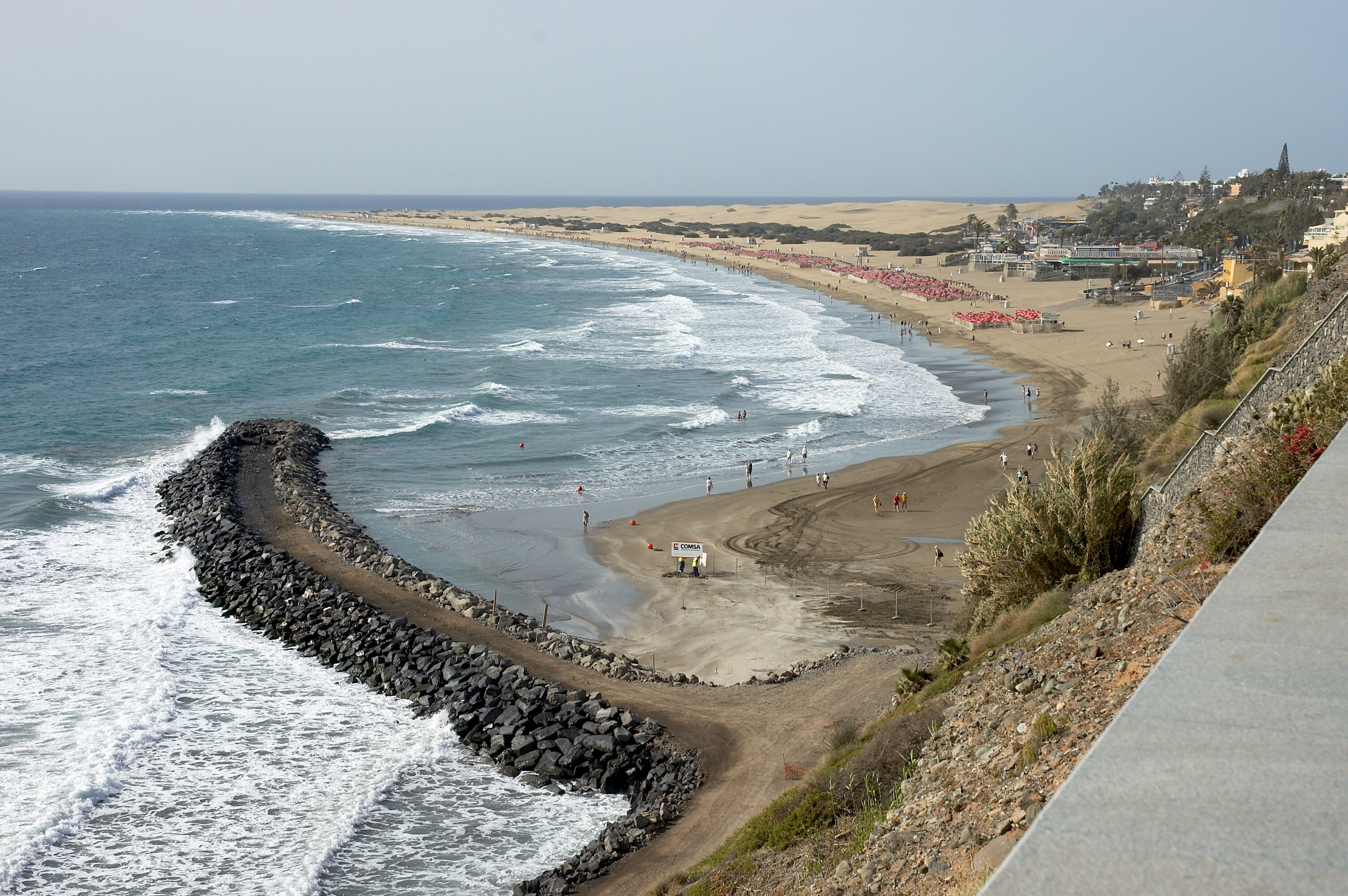
海滩
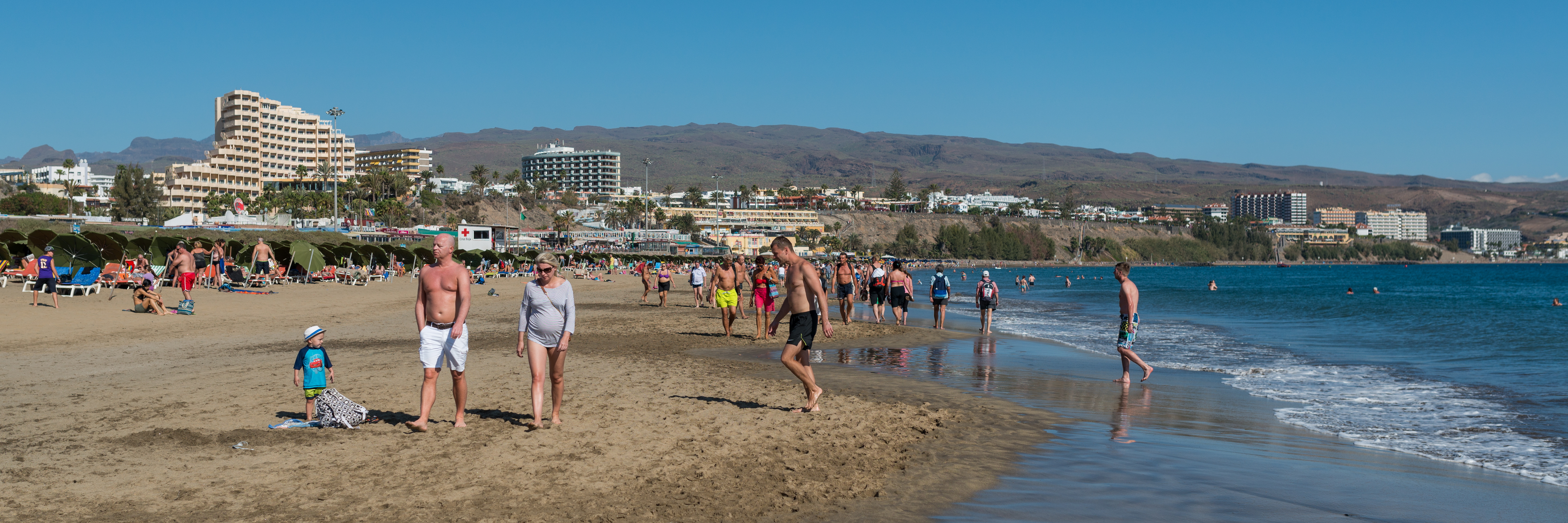
英国人海滩